# رحیم‌آباد (شیروان)
رحیم‌آباد روستایی در دهستان سیوکانلو بخش مرکزی شهرستان شیروان استان خراسان شمالی ایران است.

## جمعیت
بر پایه سرشماری عمومی نفوس و مسکن در سال ۱۳۹۵ جمعیت این مکان ۷۶ نفر (۲۸خانوار) بوده‌است.